# Metathrinca
Metathrinca is een geslacht van vlinders van de familie sikkelmotten (Oecophoridae), uit de onderfamilie Xyloryctinae.

## Soorten
- M. ancistrias (Meyrick, 1906)
- M. ceromorpha (Meyrick, 1923)
- M. coenophyes Diakonoff, 1967
- M. illuvialis (Meyrick, 1914)
- M. intacta (Meyrick, 1938)
- M. iridostoma Diakonoff, 1967
- M. loranthivora (Meyrick, 1937)
- M. memnon Meyrick, 1914
- M. ophiura Meyrick, 1908
- M. parabola (Meyrick, 1914)
- M. pernivis Diakonoff, 1967
- M. rosaria (Meyrick, 1907)
- M. sinumbra Diakonoff, 1967
- M. tsugensis - japanse dennenmot (Kearfott, 1910)